# 利娅·威尔金森
利娅·威尔金森（英語：Leah Wilkinson，1986年12月3日—），英国女子曲棍球运动员。她曾代表英国参加2020年夏季奥林匹克运动会曲棍球比赛，获得一枚铜牌。她也曾参加2010年、2014年、2018年和2022年英联邦运动会。